# Panevėžio keliai
Panevėžio keliai ist eine litauische Bauwirtschaft-Unternehmensgruppe in der Bauwirtschaft.
Das Mutterunternehmen war ursprünglich Panevėžio kelių statybos valdyba Nr.5 in Panevėžys, Nordlitauen und Oberlitauen. Der Gründer, Leiter und Hauptaktionär ist der litauische Unternehmer Gvidas Drobužas. Die Unternehmensgruppe beschäftigt etwa 2500 Mitarbeiter (2018).  2017  erreichte man den Umsatz von 182,636 Mio. Euro (der Gewinn der Gruppe im Jahr 2016 betrug 9,15 Mio. Euro).

## Unternehmensgruppe
Dem Konzern gehören über 40 Unternehmen im Baltikum und im europäischen Ausland.
Litauen
- AB „Panevėžio keliai“ (Mutterunternehmen)
- AB „Ukmergės keliai“, seit 23. Dezember 1997
- UAB „Aukštaitijos traktas“, seit 12. November 2001
- UAB „Zarasų automobilių keliai“, seit 12. Oktober 2000
- UAB „Sostinės gatvės“, seit 26. Juni 2003
- UAB „Strateginiai transporto sprendimai“, seit 4. März 2003
- AB „Panevėžio statybos trestas“, seit 14. Januar 1999 (49,9 % Aktien), Umsatz: 98,5 mln.EUR, 2006 (oder 77 % größer als 2005).
- Immobilienunternehmen UAB „Alproka“, 2003
- UAB „Naujasis Užupis“, gegründet 2005
- "Constructus"
- Hotel "Panevėžys" (UAB Panevėžio viešbutis)
- andere.

Lettland
- SIA „Latgales Celdaris“, Daugpils, Oktober 2004
- SIA „Union Asphalttechnik“, 2005.

Russland, Ukraine
- Die Unternehmensgruppe hat Töchter und gemeinsame Unternehmen in der Ukraine („Sowremennyje technologiji dorog“, gegründet 27. Februar 2001) und in Russland (Kaliningrad) „Baldormoststroj“ (2. März 2000) und „Dorogi Baltiki“ (8. Dezember 1999).